# Thomas Chenery
Thomas Willam Chenery (født 1826 på Barbados, død 11. februar 1884 i London) var en engelsk orientalist og journalist.
Chenery studerede i Cambridge, ved Caius College, bland andet østerlandske sprog, og gik under Krim-krigen som korrespondent for The Times til krigsskuepladsen. Han lagde sig særlig efter arabisk med stor iver og blev 1868 professor i arabisk i Oxford. I 1869 udgav han The Arabic Language, 1870 blev han medarbejder ved revisionen af den engelske oversættelse fra hebraisk af det Gamle Testamente. I 1872 udgav han Machberoth Pthiel of Alcharizi efter et håndskrift i det Bodleyanske Bibliotek. Fra 1877 til sin død var han hovedredaktør (Editor) af The Times.